# V1494 Aquilae
V1494 Aquilae a explodat in 1999 in constelația Aquila cu o magnitudine aparentă de 5.03.

## Coordonate delimitative
Ascensie dreaptă: 19h 23m 05s.38
Declinație: +04° 57' 20".1